# Pixel Watch

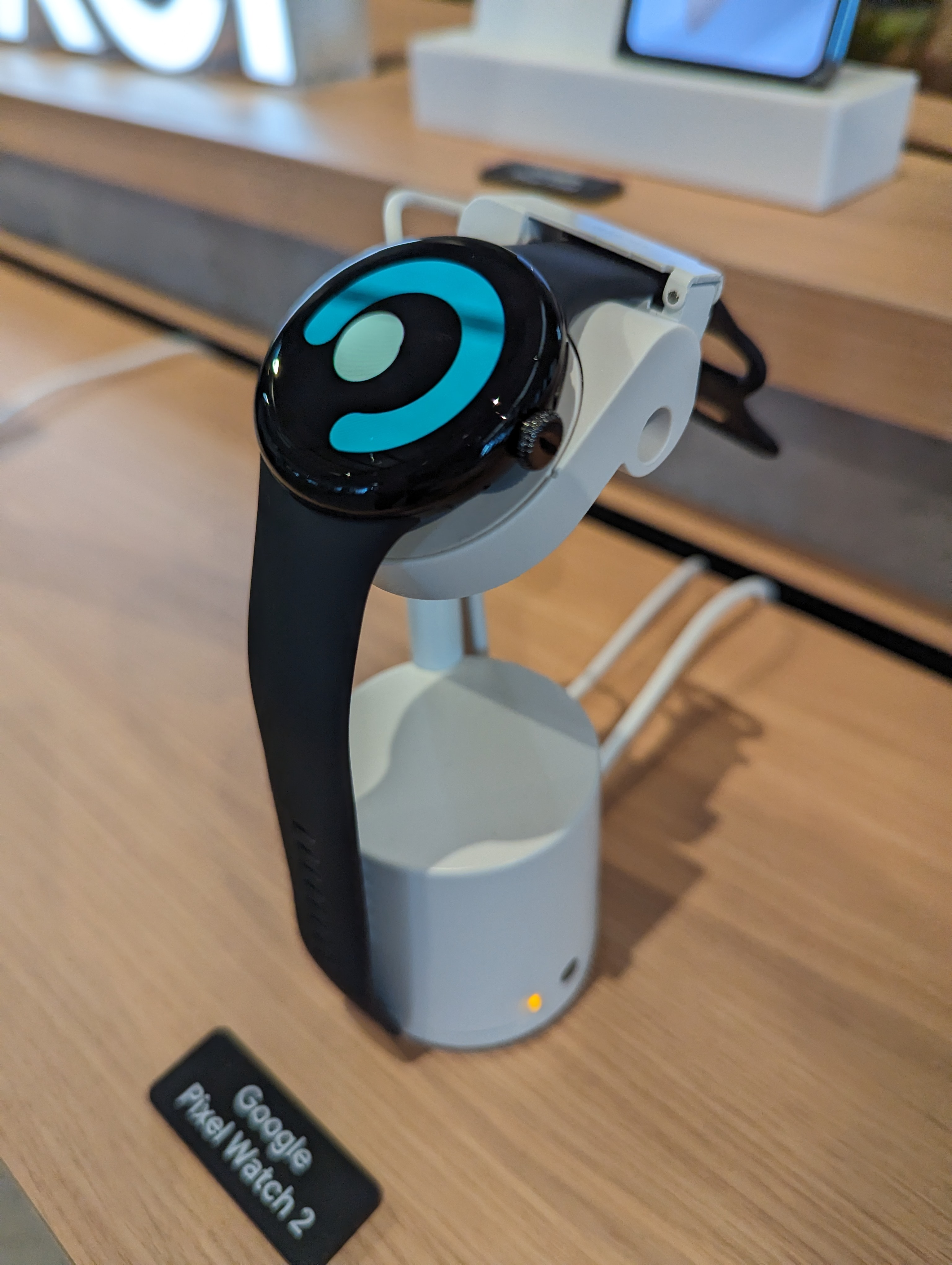
Pixel Watch 2

Pixel Watch jsou chytré hodinky vyvinuté společností Google a představené v roce 2022 na konferenci Google I/O. Hodinky mají integrovaný systém FitBit.

## Parametry
Hodinky jsou dodávány ve třech barevných variantách - zlaté, černé a stříbrné. Hmotnost hodinek je 36 gramů, velikost úložiště 32 GB a velikost RAM 2 GB. Kapacita baterie 294 mAh. Hodinky disponují dvoujádrovým procesorem Exynos společnosti Samsung. Průměr displeje je 41 mm.
Hodinky mají vestavěný reproduktor a mikrofon. Disponují také velmi odolným sklem Gorilla Glass. Kompatibilní jsou se systémy GLONASS, GPS, BeiDou i Galileo.

## Úniky
Ještě před představením hodinek byl v restauraci v Chicagu nalezen prototyp hodinek.

## Problémy
Hodinky se v roce 2023 potýkaly s problémy s brzkým raním buzením. Někdy se budík zpožďuje o minuty, v extrémních případech i o 10 minut. Příčiny problému nebyly zveřejněny. Objevily s také zprávy o chybném počtu spálených kalorií během cvičení. 

## Vývoj
Vývoj hodinek byl zahájen v roce 2016. V té době Google vyvíjel dva modely hodinek. Jejich představení na akci Made by Google 2016 bylo na poslední chvíli zrušeno s odůvodněním, že hodinky nejsou dobré synchronizovaný se zařízeními Pixel.
V roce 2019 společnost Google koupila duševní vlastnictví společnosti Fossil Group v oblasti chytrých hodinek. V listopadu téhož roku proběhl také nákup společnosti FitBit.
V roce 2021 byl oznámen vývoj systému WearOS 3 a v říjnu pak spolupráce Google a FitBit na vzniku hodinek, které podle informací Business Insider měly být představený v roce 2022. Rovněž se objevily informace o čipsetu - buď systém Exynos od Samsungu, nebo čipem Tensor od Google.
V dubnu 2022 je přejmenována kategorie "Fitbit" na internetovém obchodě Google na "Watches". Hodinky byly nakonec představeny na akci Made by Google 2022 spolu s telefony Pixel 7.